# Вільгельм Прусський (1906—1940)
Вільгельм Фрідріх Франц Йозеф Крістіан Олаф Прусський (нім. Wilhelm Friedrich Franz Joseph Christian Olaf von Preußen), ( 4 липня 1906 —  26 травня 1940) — прусський принц з династії Гогенцоллернів, син кронпринца Пруссії та Німеччини Вільгельма та принцеси Мекленбург-Шверіна Цецилії. У 1933 році відмовився від династичних прав, узявши морганатичний шлюб із Доротеєю фон Сальвіаті. Під час Другої світової війни служив лейтенантом запасу у 1-шій піхотній дивізії Вермахту. Був поранений під час боїв за Валансьєн. Помер у польовому шпиталі Нівелю. Після його смерті був виданий «Указ принців», згідно з яким представникам правлячих родів Німеччини була заборонена служба в діючій армії.

## Біографія
Вільгельм народився 4 липня 1906 року у Мармуровому палаці Потсдаму. Він став первістком в родині кронпринца Пруссії та Німецької імперії Вільгельма та його дружини Цецилії Мекленбург-Шверінської, з'явившись на світ наступного року після їхнього весілля. Одним із хрещених батьків новонародженого став імператор Австро-Угорщини Франц Йосиф I. Згодом родина поповнилася трьома синами та двома доньками. Мешкало сімейство у Мармуровому палаці Потсдама. Зимні місяці проводили у Палаці Кронпринців на Унтер-ден-Лінден в Берліні.
У 1910 році батьки відбули у п'ятимісячне турне морем. Діти в цей час знаходилися під наглядом імператорського подружжя. У 1911—1913 роках мешкали у Данцігу, де батько очолював піхотний полк. Із початком Першої світової війни теплі місяці проводили на віллі у Сопоті, де матір допомагала пораненим. Зиму від 1917 року жили у новозбудованому палаці Цецилієнгоф.

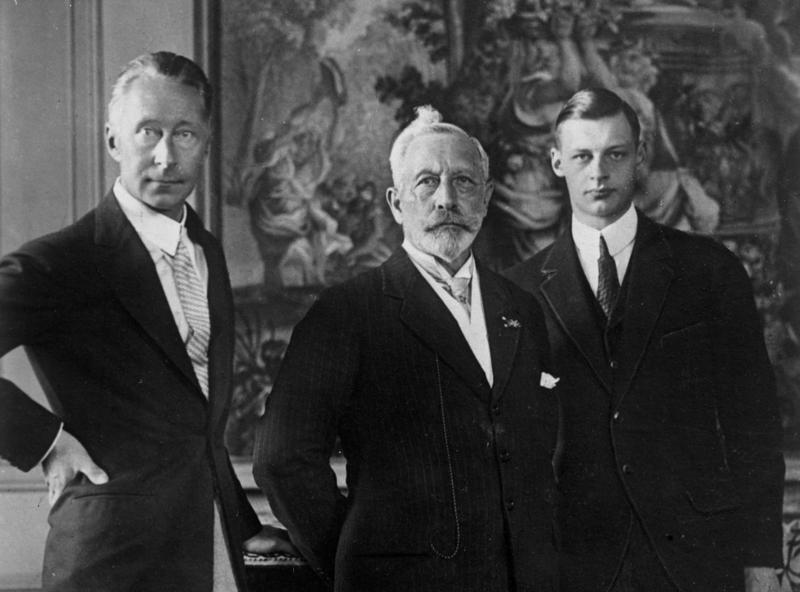
Світлина Вільгельма із батьком та дідом, 1927

На свій 10-й день народження принц був зарахований лейтенантом до 1-го гвардійського піхотного полку та був нагороджений дідом-кайзером орденом Чорного орла. У тому ж році його вчителем став німецький лінгвіст Карл Каппус.
Восени 1918 року у Німеччині була повалена монархія. Імператорське подружжя та кронпринц виїхали із країни. Вільгельм із матір'ю, братами та сестрами продовжив жити в Цецилієнгофі у Потсдамі. Разом із Луї Фердинандом відвідував міську муніципальну гімназію. У листопаді 1920 року переїхали до Ельського замку в Силезії. У 1923 році там до них приєднався батько.
У 1925 році Вільгельм почав вивчати юриспруденцію в університетах Кенігсбергу, Мюнхена та Бонна. Користувався загальною популярністю завдяки своєму бездоганному характеру та скромності. Відмічалося, що цим він був схожий на свого прапрадіда Вільгельма I. 1926 принц узяв участь у маневрах 9-й піхотного полку, сформованому на основі 1-го гвардійського піхотного. За дозвіл принцу носити форму та призначення його на пост начальника військової підготовки без попереднього отримання згоди уряду був змушений піти у відставку Ганс фон Зект.
У 1931 році Вільгельм вирішив одружитися із Доротеєю фон Сальвіаті з гамбурзької родини. З дівчиною він познайомився на навчанні у Боннському університеті. Діду-імператору вдалося переконати принца, що ця партія є непідходящою, хоча батьки не мали нічого проти вибору сина. Як династична альтернатива, була влаштована зустріч Вільгельма із потенційною нареченою — шведською принцесою Інгрід. Втім, дівчині принц не сподобався. І за два роки Вільгельм таки побрався із Доротеєю, відмовившись перед цим від своїх прав на німецький престол. Весілля відбулося 3 червня 1933 року у Бонні. Нареченому на той час було 26 років, наречена була на рік молодшою. За наказом імператора, батьки Вільгельма на вінчанні присутніми не були. Шлюб виявився щасливим. У подружжя народилося двоє доньок. Від 1935 року сімейство мешкало у замку Кляйн-Обіш. Там їх часто навідувала матір Вільгельма, Цецилія.
Принц належав до групи монархістів, які дружньо ставилися до нацистського режиму. Із початком Другої світової війни він став до війська у званні лейтенанта запасу. Брав участь у Французькій кампанії 1940 року. Під час боїв за Валансьєнн був поранений. Помер за три дні у польовому шпиталі Нівелю. Поминальна служба відбулася у Потсдамській церкві миру. Поховали Вільгельма в Античному храмі парку Сан-Сусі у Потсдамі. Поховання принца зібрало близько 50 000 осіб, що дуже схвилювало Адольфа Гітлера, який зрештою видав «Указ принців» щодо заборони представникам правлячих родів Німеччини служби в діючій армії.

## Нагороди
- Орден Чорного орла
- Орден Червоного орла, великий хрест
- Орден Корони (Пруссія) 1-го класу

## Родина
Дружина — Доротея фон Сальвіаті
Діти:
- Феліцітас (1934—2009) — була двічі одружена, мала п'ятеро дітей;[9]
- Кріста (нар. 1936) — удова Петера фон Ассіз Лібес, дітей не має.[10]